# Thomson Beattie
Thomson Beattie (25 de noviembre de 1875 - 15 de abril de 1912) fue un pasajero del Titanic que pereció en el desastre. Se cree que, juntamente con sus compañeros de viaje Thomas McCaffry y John Hugo Ross, fuera uno de los pasajeros homosexuales a bordo del Titanic. Como era una condición entonces muy mal vista, solían permanecer en el armario disfrazando sus relaciones sentimentales de amistades íntimas.

## Vida

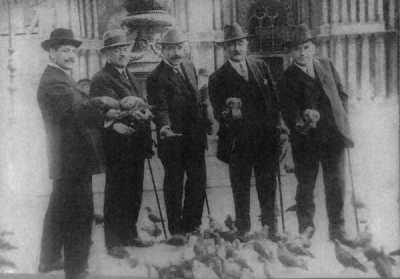
De izquierda a derecha: John Hugo Ross, un desconocido, McCaffry, Mark Fortune y Thomson Beattie dando de comer a las palomas en la plaza de San Marcos, Venecia, marzo de 1912.

Beattie nació el 25 de noviembre de 1875 en Fergus, Ontario una pequeña pero próspera comunidad rural a 100 km al oeste de Toronto. Era el último de los once hijos de una familia presbiteriana acomodada y conservadora. Su padre era banquero y en 1871 fue nombrado Secretario del condado de Wellington, cargo que ocupó hasta su muerte en 1897. Ese mismo año Beattie conoció a Thomas Francis McCaffry, superintendente del Union Bank de Vancouver.
Se mudó con su hermano Charles a Manitoba y fundó Haslam Land Co., con un socio, Richard Waugh. En cinco años, su empresa inmobiliaria prosperó tanto que Beattie puedo adquirir una gran casa en un vecindario exclusivo, que compartía con un médico, lo que levantó algunas habladurías. Cuando Waugh fue elegido alcalde de Winnipeg en 1911, Bettie se quedó a cargo de la empresa por su propia cuenta. 
Beattie y McCaffry viajaron juntos por el Egeo en 1908 y por el Norte de África en 1910. La visita de 1912 a Egipto y Europa, con retorno a bordo del Titanic, fue su último viaje.

## A bordo del RMS Titanic
En 1912, Beattie, McCaffry y su amigo John Hugo Ross, otra víctima en el Titanic, partieron a bordo del Franconia hasta Trieste para iniciar unas largas vacaciones por Egipto y Europa. En febrero llegaron a El Cairo y visitaron Luxor y Asuán. Después embarcaron a Nápoles y después Venecia. En marzo, Ross enfermó y McCaffry y Beattie estaban cansados, así que decidieron regresar a casa, cambiando sus pasajes reservados en el Mauretania, tal como Beattie explicó a su madre en una carta que le envió antes de partir: "Ya hemos solucionado lo de los billetes. Ahora viajaremos en el Titanic, es un barco nuevo muy popular por aquí. Dicen de él que es imposible de hundir. Te veré pronto". Embarcaron en el Titanic como pasajeros de primera clase en Cherburgo. Beattie y McCaffry compartieron el camarote C-6., Ross apenas salió del suyo, el A-10, porque todavía no se sentía bien. 
McCaffry y Beattie ayudaron a bajar los botes plegables A y B. Beattie consiguió nadar hasta el último bote disponible, el plegable A, pero murió durante la noche de hipotermia. McCaffry no logró alcanzar el bote. Tenía 46 años y su cuerpo fue el número 292 recuperado por el MacKay Bennett. Fue enterrado en el cementerio de Notre Dame des Neiges de Montreal, bajo una lápida pagada por el Union Bank.

## El bote plegable A
El bote plegable A partió a las 2:07 horas bajado incorrectamente debido al caos, por lo que se alejó semisumergido y sobrecargado. Varios ocupantes fallecieron de hipotermia y fueron empujados por la borda; cuando fue recogido por el RMS Carpathia estaba en tan mal estado, que se lo dejó ir con los tres últimos cadáveres aún a bordo.
Un mes después, el Oceanic lo descubrió a la deriva, a unos 300 km al sureste de donde se había producido el hundimiento del Titanic. Sir Shane Leslie recordó: 

"El mar estaba en calma a mediodía cuando el vigía gritó que se podía ver algo flotando delante. El barco redujo la velocidad y era evidente que el objeto era el bote salvavidas de un barco flotando en mar abierto en medio del Atlántico. Lo que era horroroso es que contenía tres cadáveres en descomposición. Se envió un bote salvavidas con un oficial y un médico. Lo que siguió fue espantoso. Se pudieron ver dos marineros sentados, con los cabellos decolorados por la exposición al sol y la sal, y un tercer cuerpo, vestido con esmoquin, tendido en el suelo. Los tres estaban muertos y habían estado sobre el oleaje y bajo el cielo abierto desde que habían visto hundirse el mayor de los trasatlánticos.

Los tres cuerpos fueron metidos en bolsas de lona con una barra de acero en el fondo cada una. Luego, uno tras otro, fueron envueltos en la Union Jack, se leyó un sermón y se arrojaron al mar.

En un raro caso de sincronicidad, el cuerpo de Beattie fue devuelto al mar el día del cumpleaños de su madre, que había nacido 82 años antes en esa misma zona, a bordo de un barco rumbo a Canadá.
Su familia encargó una lápida para el sepulcro familiar en Fergus, Ontario.
Ha sido sugerido que Beattie y McCaffry eran pareja y que su amigo Ross fuera homosexual también. Los tres amigos solterones se autodenominaban "Los Tres Mosqueteros". Según Alan Hustak: "Beattie y McCaffry se asemejaban, se vestían de la misma manera y eran frecuentemente confundidos con hermanos. El Winnipeg Free Press comentó sobre esos parecidos, y observó que los dos "eran casi inseparables".